# Молла Фенари (квартал на Истанбул)
„Молла Фенари“ (на турски: Molla Fenari) е квартал на Истанбул, разположен в градска околия Фатих. Общата му площ е 0,15 км2. Според данни на Адресната система за регистриране на населението (ABPRS) към 2024 г. населението на „Молла Фенари“ е 86 жители.